# Styczna

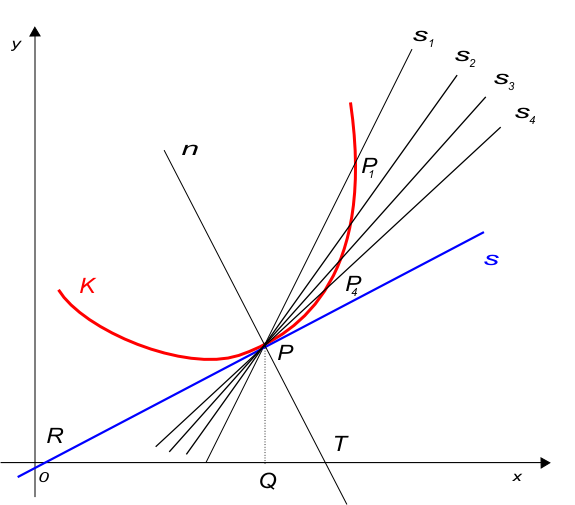
Konstrukcja stycznej do krzywej

Prosta styczna {\displaystyle s} do krzywej {\displaystyle K} w punkcie {\displaystyle P} to prosta, która jest granicznym położeniem siecznych {\displaystyle s_{k}} przechodzących przez punkty {\displaystyle P} i {\displaystyle P_{k},} gdy punkt {\displaystyle P_{k}} dąży (zbliża się) do punktu {\displaystyle P} po krzywej {\displaystyle K}.

## Definicje i wzory
Niech punkt {\displaystyle Q} będzie rzutem punktu {\displaystyle P} na oś {\displaystyle x} i niech styczna {\displaystyle s} przecina oś {\displaystyle x} w punkcie {\displaystyle R} zaś prosta {\displaystyle n} będąca normalną do krzywej {\displaystyle K} przecina oś {\displaystyle x} w punkcie {\displaystyle T.} Odcinek skierowany {\displaystyle RQ} nazywa się podstyczną, zaś odcinek skierowany {\displaystyle |QT|} – podnormalną. Długość {\displaystyle |PR|} nazywa się długością stycznej, zaś {\displaystyle |PT|} – długością normalnej.
Jeśli krzywa {\displaystyle K} określona jest w pewnym przedziale {\displaystyle [a,b]} funkcją {\displaystyle y=f(x)} ciągłą, która ma w tym przedziale określoną pierwszą pochodną {\displaystyle f',} to równanie siecznej przechodzącej przez punkt stały {\displaystyle P(x_{0},y_{0}),} gdzie {\displaystyle y_{0}=f(x_{0})} oraz punkt zmienny {\displaystyle P(x_{k},y_{k}),} gdzie {\displaystyle y_{k}=f(x_{k})} ma postać:
{\displaystyle y-y_{0}={\frac {y_{k}-y_{0}}{x_{k}-x_{0}}}(x-x_{0}),}
zaś równanie stycznej do tej krzywej w punkcie {\displaystyle P(x_{0},y_{0})} ma postać:
{\displaystyle y-y_{0}=f'(x_{0})(x-x_{0}).}
Wówczas odcięte punktów {\displaystyle Q,R} i {\displaystyle T} są odpowiednio równe: :{\displaystyle x_{0},\quad x_{0}-{\frac {y_{0}}{f'(x_{0})}},\quad x_{0}+y_{0}f'(x_{0}).}
Długość stycznej określa wówczas wzór:
{\displaystyle |PR|=\left|{\frac {y_{0}}{f'(x_{0})}}\right|{\sqrt {1+(f'(x_{0}))^{2}}},}

zaś długość normalnej:

{\displaystyle |PT|=\left|y_{0}\right|{\sqrt {1+(f'(x_{0}))^{2}}}.}
Mamy również
- podstyczna: {\displaystyle |RQ|=\left|{\frac {y_{0}}{f'(x_{0})}}\right|,}
- podnormalna: {\displaystyle |QT|=\left|y_{0}f'(x_{0})\right|.}

W podobny sposób definiuje się styczną do powierzchni w danym punkcie. Wystarczy wyznaczyć w powyższy sposób styczną do krzywej powstałej z przecięcia danej powierzchni z płaszczyzną zawierającą dany punkt.

## Styczna do okręgu
Zasugerowano, aby wydzielić z tego artykułu fragmenty do artykułu Styczna do okręgu.  (dyskusja)
W przypadku, gdy krzywa jest okręgiem, definicja stycznej upraszcza się do postaci: styczna do okręgu jest prostą mająca jeden (i tylko jeden) punkt wspólny z okręgiem. Konstruuje się ją jako prostą prostopadłą do promienia o końcu w punkcie styczności.

### Twierdzenie o odcinkach stycznych do okręgu

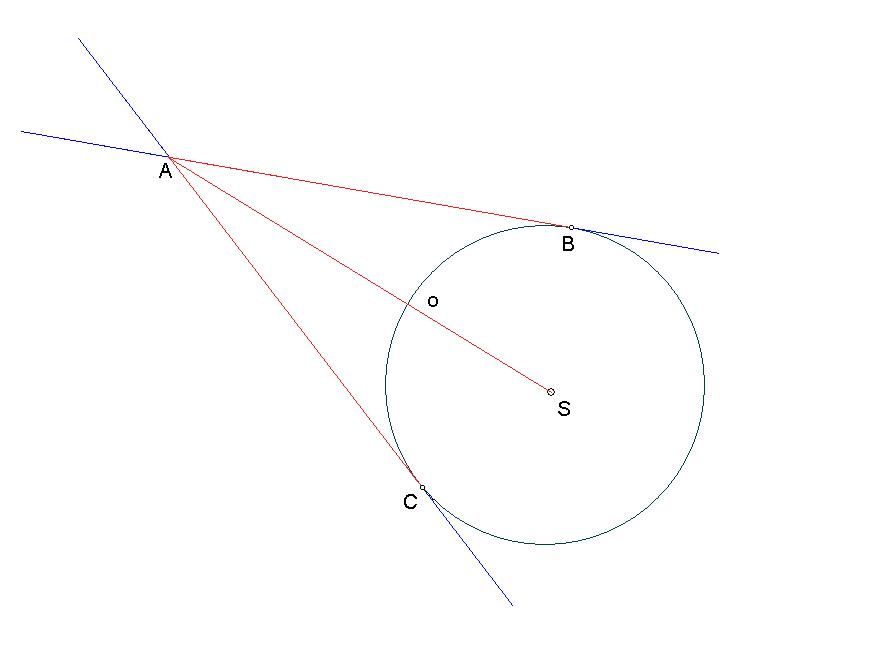
Odcinki AB i AC są równe

(również znane jako najmocniejsze twierdzenie geometrii)
Niech punkty {\displaystyle B} i {\displaystyle C} będą punktami styczności do okręgu {\displaystyle o} dwóch prostych przecinających się w punkcie {\displaystyle A.} Wówczas {\displaystyle |AB|=|AC|.}
Promień okręgu poprowadzony do punktu styczności z prostą jest prostopadły do tej prostej.
Kąt pomiędzy styczną a sieczną przechodzącą przez punkty styczności jest równy kątowi wpisanemu opartemu na łuku leżącym wewnątrz tego kąta.
Dowód (dla kąta ostrego): Wszystkie kąty wpisane oparte na tym łuku są równe, więc wystarczy rozważyć taki, którego jednym z ramion jest średnica. Wówczas ponieważ kąt wpisany oparty na półkolu jest prosty, a suma kątów w trójkącie równa {\displaystyle \pi ,} kąt między sieczną i średnicą jest mniejszy od {\displaystyle {\frac {\pi }{2}}} o kąt między styczną i sieczną. Zatem z prostopadłości średnicy wynika teza.